# Tobruk Ferry Service
Le Tobruk Ferry Service (également connu sous le nom de Tobruk Ferry Run) était le nom donné à la force des navires de la Royal Navy et de la Royal Australian Navy impliqués dans l'approvisionnement des forces alliées pendant le siège de Tobrouk  pendant la Seconde Guerre mondiale.

## Histoire
Le but du Tobruk Ferry Service était de maintenir les forces alliées assiégées à disposition de munitions, de barils et de fournitures médicales, tout en évacuant le personnel blessé .
Les livraisons initiales à Tobrouk sont effectuées par les navires de la 10e flottille de destroyers (qui comprenait la «Scrap Iron Flotilla» australienne) opérant indépendamment . 
Une course typique a vu un destroyer quitter Alexandrie tôt le matin, après avoir passé le chargement de nuit, puis naviguer vers Tobrouk, où le navire arrivait vers minuit . Une fois le ravitaillement déchargé et les blessés chargés, le destroyer partait pour Mersa Matruh, où les blessés étaient échangés contre davantage de ravitaillement . Le destroyer retournait à Tobrouk pour une deuxième soirée, puis retournait à Alexandrie .  
Le danger d'une attaque par air et par mer a poussé l'amirauté d'Alexandrie, après l'avis d'un des capitaines de destroyers, à envoyer des navires par paires: ils pourraient aider à se protéger mutuellement, et si l'un d'eux était endommagé ou coulé, le second pouvait fournir une assistance ou récupérer les survivants .

## Pertes
Pendant le fonctionnement du 'Tobruk Ferry Service', deux destroyers, trois sloops et dix-neuf petits navires ont été perdus . 
Les navires perdus comprenaient entre autres:
- HMAS Waterhen, destroyer[3],[4]
- HMS Defender, destroyer
- HMS Auckland, sloop
- HMAS Parramatta, sloop[4]
- HMS Ladybird, canonnière
- HMS Latona, croiser mouilleur de mines